# هيثر كرو
هيثر كرو هي ناشِطة كندية، ولدت في 23 أبريل 1945 في يارموث ‏ في كندا، وتوفيت في 22 مايو 2006 بسبب سرطان الرئة.